# 維希沃夫基夫齊
49°21′12″N 26°49′18″E / 49.35333°N 26.82167°E
維什奇-沃夫基夫齊（烏克蘭語：Вищі Вовківці）是位於烏克蘭西部的村莊，由赫梅利尼茨基州裡赫梅利尼茨基區的羅茲索沙市鎮負責管轄。該村面積1.13平方公里，海拔高度324米，2001年人口208，人口密度每平方公里184.1人。